# Amsterdam University Press
Amsterdam University Press (AUP) est une presse universitaire fondée en 1992 par l'Université d'Amsterdam aux Pays-Bas. 
Amsterdam University Press est basé sur le modèle de la presse universitaire anglo-saxonne et fonctionne sans but lucratif. L'AUP publie des titres académiques et professionnels en néerlandais et en anglais, principalement en sciences humaines et sociales et possède une liste de publications de plus de 1 400 titres. L'AUP publie également plusieurs revues savantes selon le modèle de publication en accès libre.  De 2000 à 2013, l'AUP a publié la revue Academische Boekengids (Guide du livre académique) avec des critiques de livres rédigées par des rédacteurs en chef de plusieurs universités néerlandaises.     